# Хашелдойахк
Хашелдойахк — река в России, протекает по Шаройскому району Чеченской Республики. Длина реки составляет 11 км. Площадь водосборного бассейна — 52,8 км².
Начинается на склоне Снегового хребта. Течёт в северо-западном направлении между хребтом Сусулкорт и горой Баумкорт по ущелью, поросшему берёзовым лесом. Устье реки находится в 61 км по правому берегу реки Шароаргун.
Населённых пунктов на реке нет, однако имеются развалины Хашелдой и Нижний Хашелдой.

## Данные водного реестра
По данным государственного водного реестра России относится к Западно-Каспийскому бассейновому округу, водохозяйственный участок реки — Сунжа от города Грозный до впадения реки Аргун. Речной бассейн реки — Реки бассейна Каспийского моря междуречья Терека и Волги.
Код объекта в государственном водном реестре — 07020001212108200006013.